# Юссерен-Вессерлин
Юссере́н-Вессерли́н (фр. Husseren-Wesserling) — коммуна на северо-востоке Франции в регионе Гранд-Эст (бывший Эльзас — Шампань — Арденны — Лотарингия), департамент Верхний Рейн, округ Тан — Гебвиллер, кантон Серне. До марта 2015 года коммуна административно входила в состав упразднённого кантона Сент-Амарен (округ Тан).

## Географическое положение

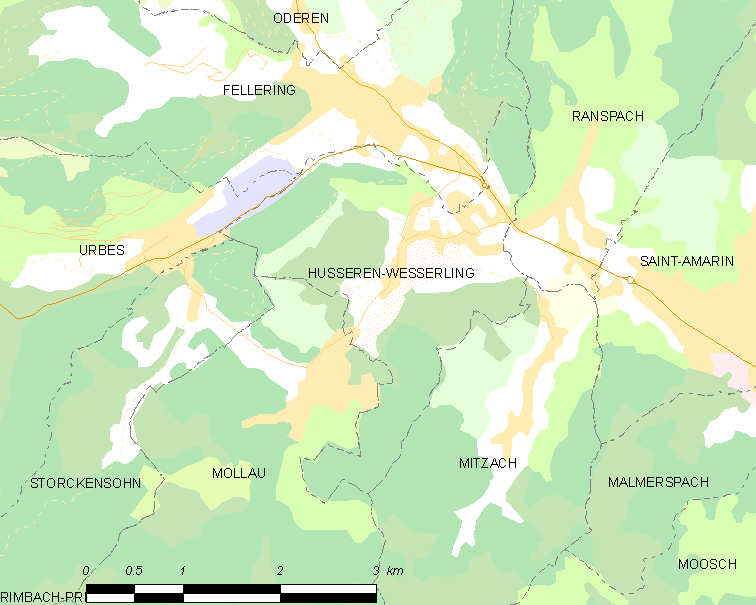
На карте

Коммуна расположена на расстоянии около 360 км на восток от Парижа, в 100 км юго-западнее Страсбура и в 36 км северо-западнее Кольмара.
Площадь коммуны — 5,09 км², население — 1011 человек (2006) с тенденцией к стабилизации: 989 человек (2012), плотность населения — 194,3 чел/км².

## Население
Численность населения коммуны в 2011 году составляла 995 человек, а в 2012 году — 989 человек.
| 1962 | 1968 | 1975 | 1982 | 1990 | 1999 | 2006 | 2007 | 2011 | 2012 |
| ---- | ---- | ---- | ---- | ---- | ---- | ---- | ---- | ---- | ---- |
| 1100 | 1130 | 1023 | 947  | 919  | 971  | 1011 | 1017 | 995  | 989  |

Динамика населения:

## Экономика
В 2010 году из 652 человек трудоспособного возраста (от 15 до 64 лет) 497 были экономически активными, 155 — неактивными (показатель активности 76,2 %, в 1999 году — 74,1 %). Из 497 активных трудоспособных жителей работали 424 человека (226 мужчин и 198 женщин), 73 числились безработными (35 мужчин и 38 женщин). Среди 155 трудоспособных неактивных граждан 42 были учениками либо студентами, 80 — пенсионерами, а ещё 33 — были неактивны в силу других причин.
На протяжении 2011 года в коммуне числилось 430 облагаемых налогом домохозяйств, в которых проживало 962,5 человека. При этом медиана доходов составила 19873 евро на одного налогоплательщика.

## Достопримечательности (фотогалерея)

Здание мэрии
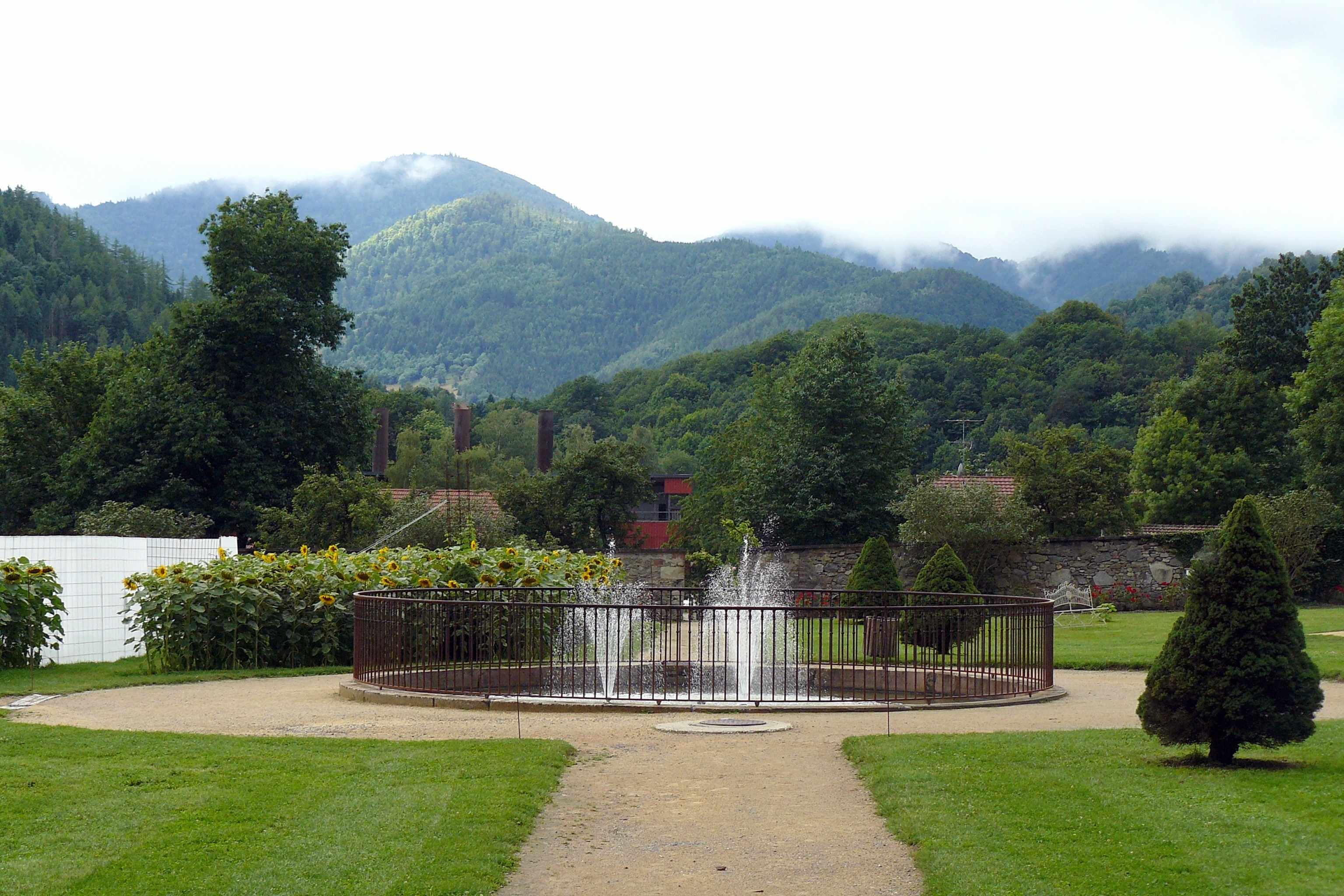
Парк
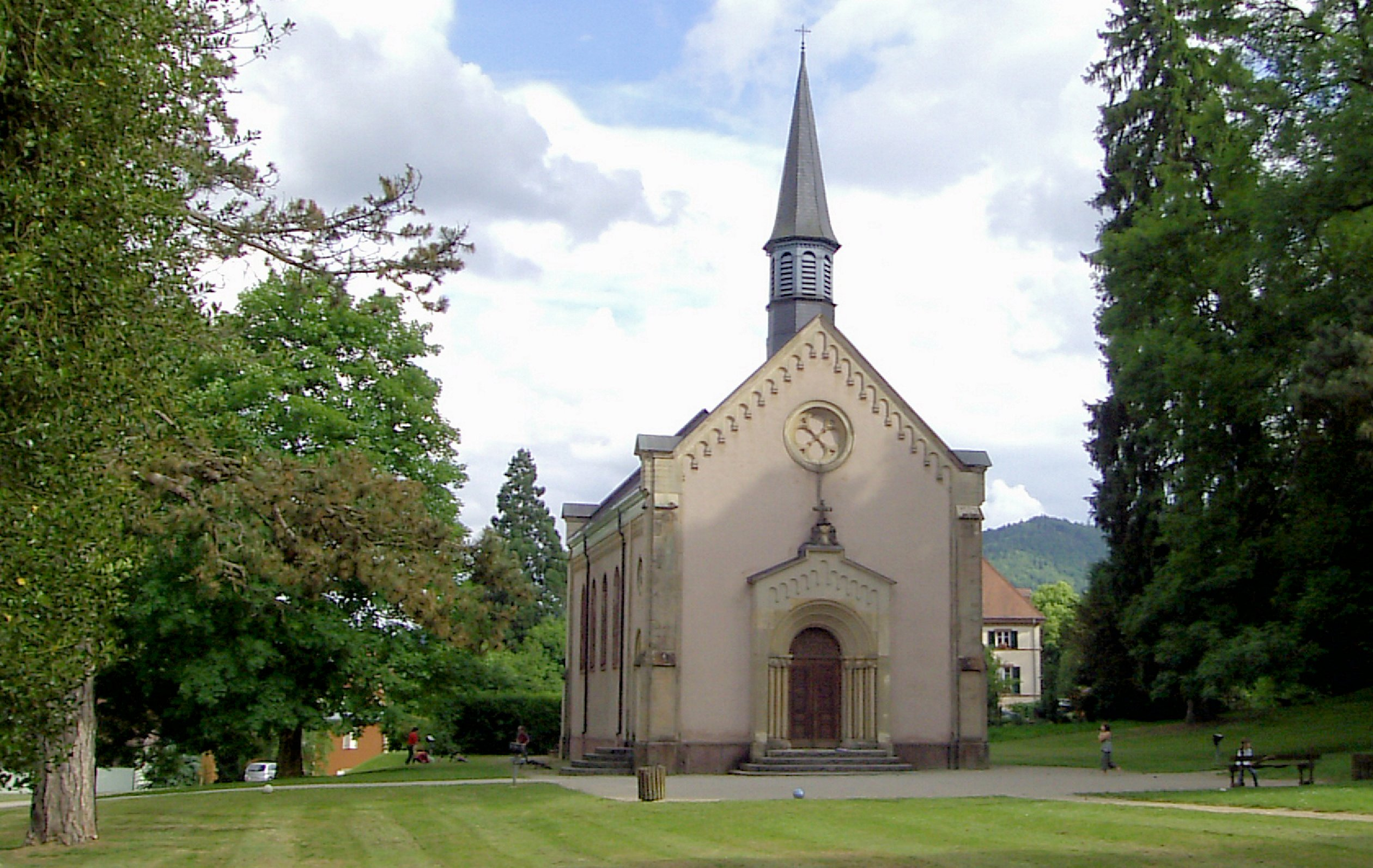
Протестантская церковь